# 茅以升
茅以升（1896年1月9日—1989年11月12日），原名茅以昇，字唐臣，江苏镇江人，中国近代结构工程师，桥梁工程专家与科普作家，被视为中国土力学的开拓者、中国近代桥梁事业的先驱，曾任全国政协副主席，并连任六届全国人大代表与全国政协委员，为中华人民共和国副国级领导人。

## 生平
1905年就学于南京江南商业学堂。1911年考入唐山工业专门学校，1914年与戴传蕙结婚。1916年毕业。同年参加清华学堂留美官费研究生考试，以第一名录取留美；1917年获美国康乃尔大学硕士学位（桥梁专业）；1921年获美国卡耐基理工学院博士学位，是该校的第一位博士。
1919年12月回国后至1949年，歷任国立东南大学教授及工科主任、河海工科大学校长、北洋工学院院长及北洋大学校长、交通大学唐山工程学院院长；1930年至1931年任江苏水利局局长，1934年至1937年任浙江省钱塘江桥工程处处长（挂此职到1949年），在自然条件比较复杂的钱塘江上主持设计、组织修建了一座全长1453米，基础深达47.8米的双层公路铁路两用钱塘江大桥。1937年12月23日，为了阻止日军攻打杭州，茅以升亲自参与了炸桥；抗日战争胜利以后，茅以升又受命组织修复大桥，1948年3月，大桥修复通车。1942年至1943年任交通部桥梁设计工程处处长；1943年至1949年任中国桥梁公司总经理；1943年当选中華民國教育部部聘教授；1946年被任命为钱塘江海塘工程局局长；1948年，当选为中央研究院第一屆院士。
1949年至1952年任中国交通大学、北方交通大学校长；1951年至1981年任铁道技术研究所所长、铁道科学研究院院长；1959年在北京十大建筑的建设中，担任人民大会堂结构审查组组长，并为周恩来总理指定为设计方案审定人；1955至1957年主持設計了武漢長江大橋。1957年儲安平“黨天下”事件時，也站出來批判儲的言論。
1966年文革期間，多次受到批鬥，其女回憶，茅以升每天上班，進了大門頸上就被戴上「反動學術權威」 或其它什麼罪名的黑牌子，姓名上被打上黑叉叉，戴上黑牌子後還要在院內遊走一番，任何時候都會被造反派揪住圍攻一通。
1977年主持設計了重慶石板坡長江大橋。1980年3月15日，中国科学技术协会第二次全国代表大会在北京召开，会议选出第二届全国委员会，其被选为副主席。1986年6月，中国科学技术协会第三次全国代表大会在北京召开，选举产生第三届全国委员会。6月28日，第三届全国委员会第一次会议召开，推举其担任名誉主席。
1989年11月12日在北京逝世，享年93岁。

## 荣誉
1955年选聘为中国科学院院士（学部委员）；
1982年当选美国国家工程院外籍院士。
2006年4月18日，茅以升的母校卡内基美隆大学举行茅以升铜像的落成典礼，铜像文字出自中国国务院总理温家宝的手笔。

## 贡献
- 钱塘江大桥的建成，打破了外国人垄断中国近代大桥设计和建造的局面，成为中国桥梁史上的一个里程碑。

- 在工程教育中，始创启發式教育方法，致力教育改革，培养了一批杰出的桥梁工程专门人才。主持铁道部科学研究院30餘年，为铁道科学技术进步做出了卓越贡献。中国土木工程学会第一至三届理事长。

## 论著
- 《钱塘江大桥》
- 《武汉长江大桥》
- 《中国桥梁——古桥和今桥》